# Kulturphilosophie
Mit Kulturphilosophie wird eine Philosophie bezeichnet, die Kulturtheorien formuliert, dabei Distanz zu traditionellen Auffassungen zum Ausdruck bringt und  kulturelle Phänomene reflektiert. Sie entwickelte sich um die Wende des 19./20. Jahrhunderts im Zusammenhang gesellschaftlicher und politischer Veränderungen der Vor-, Kriegs- und Nachkriegszeit des Ersten Weltkrieges. Intellektuelle (z. B. Simmel und Valéry) stellten  anlässlich der Millionen von Toten und eines allseitigen Normenverlustes die kulturtragenden Theorien idealistischer Philosophien, vor allem der Hegels und Kants in Frage oder verwarfen sie. Heute wird Kulturphilosophie auch der in den 1980ern aufkommenden Kulturwissenschaft zugeordnet. Ihre Vertreter distanzieren sich von der Begrenzung ihrer Wissenschaft auf eine Schulwissenschaft der Philosophie.

## Kultur als gemeinsame Aktivität
Einige Kulturkritiker dieser Zeit (u. a. Oswald Spengler) sahen das Ende der Kultur gekommen. Mehrheitlich vertrat man ein idealismuskritisches Programm und knüpfte damit auch an Ideen des 19. Jahrhunderts an. Dieses Programm wollte die Reform des philosophischen Denkens einleiten: philosophische Theorien sollten den Bedürfnissen der Menschen und den wissenschaftlichen Ansprüchen der Zeit angepasst werden. Man verabschiedete die Auffassung, dass Kultur ein Gebilde verschiedener "Seinsbereiche" sei, die aus qualifizierten Produkten der Künste und Wissenschaften bestanden. Durch den Gebrauch dieser Produkte, so hatte man behauptet, entwickelten sich "Menschen mit Kultur".
Diese Vorstellung hatte durch die Ereignisse des Krieges und der vorangehenden und nachfolgenden gesellschaftspolitischen Veränderungen ihre Allgemeinverbindlichkeit verloren. Kulturphilosophen gingen Anfang des 20. Jahrhunderts dazu über, Kultur als gemeinsame Aufgabe aller Menschen zu betrachten. Als Ausdrucksformen von Kultur galten nun die sich wandelnden Produkte und Strukturen des gemeinsamen Handelns. Man betrachtete Kultur als ein dynamisches Gebilde, als "ein Ensemble von Wechselwirkungen", das Menschen gemeinsam hervorbringen und das dem Einzelnen zur Lebensorientierung dient. Das „eigentümliche Wechselverhältnis“ zwischen dem Einzelnen und der Gemeinschaft ist Kultur. “Ihr Gehalt besteht für uns nur dadurch, dass es (das gemeinsam Geschaffene) ständig von neuem angeeignet und dadurch stets aufs neue geschaffen wird.”
Die Umstellung auf dieses funktionale (positivistische) Denken über Kultur prägt das Selbstverständnis der Kulturphilosophie und schlägt sich in Theorien nieder, die auf die Kulturwissenschaften innovativ wirken. Ein charakteristisches Merkmal ist die kritische Reflexion kultureller Phänomene, wie sie in Anknüpfung an Ideen der ersten Hälfte des 20. Jahrhunderts nach dem Zweiten Weltkrieg (u. a. Arendt, Horkheimer, Marcuse) gefordert wurde.

## Skizze eines kulturellen Umbruchs
Zeiten des "Umbruchs" sind von kulturphilosophischem, bzw. kulturwissenschaftlichem Interesse.  Der folgende Abschnitt enthält einige Phänomene der Umbruchszeit, bzw. der 'Zäsur' des 19./20. Jahrhunderts. Kulturphilosophen, bzw. Kulturwissenschaftler haben diese Zeit bis heute immer wieder thematisiert und untersucht.

### Allgegenwärtige traditionelle Sichten
Das letzte Drittel des 19. Jahrhunderts war im Zuge der deutschen Einheit von inneren und äußeren politischen Veränderungen geprägt. Menschen dachten und fühlten politisch mehrheitlich nationalistisch. Sie folgten einer Popularphilosophie, die je nach Neigung und konfessioneller Bindung von Variationen kantischer, hegelianischer und romantischer Vorstellungen beeinflusst war. An den Universitäten herrschten Konformität und für jeden Gehorsamspflicht gegen die preußische Bürokratie. Philosophische Fakultäten sahen es als ihre Aufgabe an, den preußischen Staatsidealismus zu rechtfertigen. Reformen waren im Wesentlichen eine staatliche Aufgabe. Lehrpläne, Prüfungen und Berufungen unterstanden hauptsächlich den preußischen Behörden und dem Einfluss der Korporationen. Es wurden Professoren unterstützt, die sich dem 'Geist des Idealismus' bzw. der gängigen Popularphilosophie verpflichtet fühlten. Philosophische Orientierungen, wenn sie als metaphysikfeindlich eingestuft wurden, führten zur Ablehnung von Berufungen. Marxistische und sozialistische Ideen waren verbannt, auch liberale Professoren waren selten. Der Standard der Forschung war hoch und international anerkannt.

### Neue Sichtweisen verbreiten sich
Neue naturwissenschaftliche Arbeitsweisen und Theorien, die Metaphysik ablehnten und auch das klassische Weltbild der Physik in Frage stellten, wie z. B. Ernst Mach, wurden für die Universitäten zum Problem. Sie stellten die selbstverständliche Überzeugung in Frage, mit empirischen und metaphysischen Mitteln Wahrheiten finden zu können. Die Relativität von Forschungsergebnissen, die, wie viele annahmen, Kants Transzendentalphilosophie ausschloss, wurde für die Naturwissenschaften selbstverständliche, wissenschaftliche Grundlage.
Dies hatte Folgen in den Geisteswissenschaften. Während Ranke noch geglaubt hatte, dass sich die Weltgeschichte auf eine gottgewollte höhere und letztlich harmonische Ordnung zu bewegte, operierten seine Nachahmer (Epigonen) an den geisteswissenschaftlichen Fakultäten des Kaiserreichs mit einem eher säkularisierten Machtbegriff. Am Ende der Geschichte sollte der Sieg der tüchtigsten Nationen im Überlebenskampf stehen. Macht und Kultur so meinte man, würden sich mit den Leistungen des Kaiserreichs zum Sieg vereinen.
Der Kulturphilosoph und Kulturhistoriker Karl Lamprecht suchte nach Gesetzen der historischen Entwicklung und vertrat eine Konzeption, die dem des französischen und englischen Positivismus nahekam. Auch bei den Neukantianern deutete sich eine Abkehr von alten Gewissheiten an. Heinrich Rickert, Georg Simmel, Max Weber, und Georg Jellinek traten für einen wissenschaftlichen Werterelativismus ein. Es verbreitete sich zunehmend der Verdacht, dass die Erkenntnis von den Sichten des Beobachters abhänge und absolute Wahrheiten sich den Menschen entziehen.
Marxistische Ideen drängten durch die Mauern der Universität und machten eine geistige Auseinandersetzung unabwendbar. Gustav Schmoller, Lujo Brentano und Adolf Wagner suchten nach einem Weg zwischen dem klassischen Wirtschaftsliberalismus und Marxismus und trafen sich mit Historikern und Juristen zur Diskussion in dem 1872 gegründeten „Verein für Sozialpolitik“. Die Herausforderung durch den Marxismus hat vermutlich den Aufstieg der Soziologie begünstigt.
Was gesagt wurde, wurde erst in der Wiedergabe in Zeitungen, Zeitschriften, Büchern und Broschüren verbreitet. Wurden die Meinungen zu freizügig, so standen die Sanktionsmittel der Staatsgewalt bereit und wurden für illiberale Zwecke mobilisiert.

### Der Erste Weltkrieg
Historiker charakterisieren den Ersten Weltkrieg heute als Ende einer Ära, die durch die soziopolitische Macht des Kaiserreiches und daran gebundener Ideologien gekennzeichnet war. Man kann das Scheitern in Krieg und Revolutionen als Resultat seiner Politik und Gesamtverfassung verstehen. Starrheit der Institutionen, der Interessen und Ideen während der Kaiserzeit können als Hinweise auf Brüchigkeit gelten.
"Am 11. November 1918 endete der Erste Weltkrieg. In den vier Kriegsjahren seit 1914 hatten mehr als neun Millionen Menschen ihr Leben verloren, 20 Millionen waren verwundet worden. Zum Ende des Krieges befanden sich 25 Staaten mit rund 1,4 Milliarden Menschen im Kriegszustand, das waren etwa drei Viertel der damaligen Erdbevölkerung."
Die Folgen des verlorenen Krieges wurden der deutschen Bevölkerung erst durch den Friedensvertrag von Versailles bewusst. "Engländer, Franzosen und Belgier machten Deutschland und Österreich-Ungarn für die Auslösung der Katastrophe verantwortlich."
Intellektuelle in Deutschland streiten in Kriegszeiten darüber, ob es sich um einen "gerechten" oder "ungerechten" Krieg handle. Max Scheler hält ihn für einen gerechten Krieg, weil es um die richtige Politik gehe. Er unterstellt den Engländern die Tendenz, die 'geistige Qualität' zentraler philosophischer Begriffe misszudeuten, indem sie "Kategorienfehler" begehen.
Georg Simmel sieht in einer Rede 1914 den Sinn dieses Krieges in der Festigung der Deutschen Einheit, die alle Mächte um Deutschland herum seit 1870 torpedieren. Diese 'Einkreisungsfantasie' ist ein vielgebrauchter Topos in der Diskussion um den Krieg. Simmel, der sich in seiner Rede auch über die unauslotbaren Ausmaße dieser Katastrophe äußert, entscheidet sich für die These, dass dieser Krieg den Wandel zu einem 'neuen Menschen' herbeiführen könne.

### Reaktionen nach dem Krieg
Das Lebensgefühl und Denken vor, während und nach der Kriegszeit verbinden Intellektuelle mit Termini wie 'Verschwinden der Weltvertrautheit' (Max Weber), 'Krise des Geistes' (Paul Valéry), 'gottverlassene Welt' (Georg Lukács), 'Verlust der alten Ideenwelt', 'Untergang des Abendlandes' (Oswald Spengler), 'transzendentale Obdachlosigkeit' (Neukantianer).
Es wird auch Persönliches angemerkt: Georg Simmel erläutert, seine Generation stehe an einem Abgrund zwischen gestern und morgen, zwischen Metaphysik, bzw. Idealismus und einer noch unbekannten Philosophie, die einen neuen Menschen entwerfen werde. Paul Valery sieht sich außerstande den gegenwärtigen Zustand Europas zu beschreiben: Wir haben erlebt, so Valery, dass unsere Kultur untergeht: Europa "hat in allen seinen Nervenzentren empfunden, dass es sich nicht mehr erkennt, dass es aufgehört hat, sich selbst zu gleichen, dass es das Bewusstsein seiner selbst verliert". Die Ideen vor dem Krieg sind unbrauchbar geworden. Kriegsveteranen bezeichnen "die Idee zu den Waffen zu greifen" als den Triumph der Dummköpfe" und warnen, dass von Dogmatikern jeder Richtung eine ständige Kriegsgefahr ausgehe. (Émile Chartier).
In den ersten Nachkriegsjahren, so Konersmann über die Reaktionen,  "wird eine vielstimmige Krisenrhetorik hörbar, an der im Rückblick neben der Drastik einzelner Formulierungen der überfraktionelle Gleichklang überrascht.”
“Radikalität und Eigenart der Kulturphilosophie werden nur verständlich,", fährt Konersmann fort, "wenn man sie als intellektuelle Reaktion auf diesen Schock und als Herausforderung für Philosophie und Wissenschaft begreift.” Hochkeppel fasst den beklagten Kulturverfall als Absage an die Idee der Wahrheit in der Wissenschaft auf.

## Kulturtheorien
Es entsprach dem herrschenden Wissenschaftsverständnis des 19./20. Jahrhunderts, dass sich Intellektuelle – Geisteswissenschaftler und Philosophen – damit beschäftigten, wie die "Tragödie der Kultur"  bzw. "Der Untergang des Abendlandes" zu erklären sei und wie Menschen sich zukünftig auf derartige Ereignisse einstellen können. Es wurden Kulturtheorien entwickelt, die einerseits den Untergangscharakter betonten und andererseits die Chancen eines kulturellen Neuanfang hervorhoben. Sie haben den Charakter von "Weltanschauungen". Wahrheitskonzepte hatten angesichts der Kulturkrise ausgedient. Im Folgenden werden die Antworten einiger Autoren in Umrissen dargestellt.

### Lebensphilosophische Theorien
Einige der Veröffentlichungen, die sich um Antworten bemühten, stammen von Autoren, die als Vertreter der Lebensphilosophie bezeichnet werden. Sie ersetzten in Abgrenzung zum Idealismus "Geist" und "Vernunft" durch"Leben". Leben, so behaupteten sie, sei das tragende und umgreifende Prinzip der Kultur und des individuellen Bewusstseins. Leben sei nur fühlbar und entziehe sich jeder Erklärung durch rationalistisches Denken.
Im "Untergang des Abendlandes" entwirft Spengler u. a. von diesen Voraussetzungen her ein arationalistisches Weltbild, das alternativ zur Vernunft der Aufklärung ist. Er setzte sich damit dem Vorwurf aus, irrational zu philosophieren und disqualifizierte sich für viele Zeitgenossen als Gesprächspartner. Spengler projiziert Kultur als Organismus, in dessen Metamorphose bzw. Verwandlung sich Prozesse vollziehen, die den Einzelnen schicksalhaft einbinden.
Simmel geht vom individuellen Leben aus, um daran kulturelle Prozesse und künftige Entwicklungen zu verdeutlichen. Die Kultur ist aus seiner Sicht in den "Keimkräften der Persönlichkeit" angelegt und bestimmt im Rahmen 'dieses ideellen Plans' die kulturelle Ausprägung des Einzelnen und der Gemeinschaft.
Albert Schweitzer, autodidaktischer Kulturphilosoph, betrachtet Kultur als geistiges und moralisches Phänomen, das in der 'mystischen Verbundenheit' mit allem Lebendigen gründet. Diese vitale Tatsache charakterisiere das Lebensgefühl und diene zusammen mit christlichen Vorstellungen einer Weltanschauung, die für ihn jenseits von Gesinnungen eine kulturelle 'Totalweltanschauung' begründen soll.

### Materialistische Theorien
Das kulturphilosophisch festgestellte Ende des Idealismus öffnete den philosophischen Diskurs für materialistische Sichten über Kultur. Es sei notwendig, auf Lösungen zu verzichten, die für Probleme der Vergangenheit gedacht wurden, schrieb Antonio Gramsci Anfang der 1930er Jahre in seinen Gefängnisheften. Er entwarf eine Kulturphilosophie für die gesellschaftsverändernde Praxis, die nicht nur für Intellektuelle taugen sollte, sondern auch für den "Einfachen".
Bereits entdeckte "Wahrheiten" wie sie der Idealismus anbot, müssten kritisch, d. h. bewusst betrachtet, durch neue Lösungen ersetzt und für gesellschaftliche Veränderungen genutzt werden. Das Ergebnis dieses Prozesses könne zur zukünftigen Basis gemeinsamen Denkens und Handelns werden. Menschen müssten durch Kritik ihres Alltagsverstandes lernen, "einheitlich" und "kohärent" zu denken und auf diese Weise dem eigenen Handeln durch Philosophieren eine bewusste Richtung zu geben.
Für Philosophiestudenten schrieb er, es müsse “eine Einleitung ins Studium der Philosophie die Probleme zusammenfassend darlegen …, die im Entwicklungsprozess der allgemeinen Kultur entstanden sind …”.
Herbert Marcuse sah 1937 die traditionelle Kultur der Idealismus in der Nachfolge eines Philosophierens, das sich nur mit sich selber und geistigen Ideen beschäftige. Der Idealismus habe – so stellte er fest – den ursprünglichen Anspruch der antiken Philosophie aufgegeben, der Praxis zu dienen. Im Laufe der Geschichte habe er das Interesse an der materiellen Welt verloren. Es habe sich eine "Kultur ... des Geistes" entwickelt, die von der tatsächlichen Welt wesentlich verschieden sei. Man erwartete vom Einzelnen die geistige Welt umfassend zu akzeptieren, indem er sie von innen her realisiere, ohne die tatsächliche Welt zu verändern. Statt im praktischen Leben umgesetzt zu werden – was erfolglos versucht worden war –, werde die Rezeption der Werte dieser Welt, "zu einem Akt der Feierstunde und Erhebung".
Es sei unübersehbar, dass diese Kultur – wie jede Kultur – vergänglich sei. Ihr Untergang sei mit Schmerz, Trauer und Leid belastet. Die Beseitigung der affirmativen Kultur werde eine neue Kultur verwirklichen, in von Individualität und Realität begleitet werde.

## Geschichte

### Vorläufer
Zu den Klassikern der erst in der Neuzeit einsetzenden Kulturphilosophie zählen der Skeptiker Michel de Montaigne, der Historiker Giambattista Vico, Jean-Jacques Rousseau und Johann Gottfried Herder. Auch diverse Werke Friedrich Nietzsches können als kulturkritische Schriften gesehen werden. Montaigne zeichnete ein pluralistisches Weltbild. Für ihn waren Werte und Ästhetik aus Gewohnheiten hervorgegangen und relativ zur jeweiligen Gesellschaft – eine Position, die sich auch zu Beginn des 21. Jahrhunderts großer Beliebtheit erfreut, so dass seine Essays in der Gegenwart viel gelesen sind. Für Vico war der Mensch selber Schöpfer seiner Geschichte, die im Mythos begann und sich zyklisch in einem Kulturkreislauf entwickelt. Die Erkenntniskraft der Geschichte übersteigt nach Vicos Auffassung die der Naturwissenschaft. Vico spiegelte damit einen Grundgedanken der Aufklärung, der in der Lösung von der Vorstellung einer göttlichen Ordnung bestand. Aus der Kritik an der bestehenden Kultur und Gesellschaft seiner Zeit entwickelte Rousseau seine Vorstellung einer aus dem natürlichen Zustand als Zwangsgemeinschaft hervorgegangenen Gesellschaft, in der durch die Loslösung von der ursprünglich auf Bedürfnisbefriedigung ausgerichteten Art des Wirtschaftens Egoismus und Intrige vorherrscht. Der kritischen Betrachtung stellte Rousseau die Hoffnung auf eine sich immer stärker an Bedeutung gewinnenden Vernunft begleitet von Mitleid und moralischer Reflexion entgegen.
Mit seinem Werk Ideen zur Philosophie der Geschichte der Menschheit (1784–1791) lieferte Herder den Ausgangspunkt zur philosophischen Untersuchung der strukturellen Entwicklung der Gesellschaft. Neben der historischen Betrachtung stellte er die Gemeinsamkeiten und Unterschiede der Kulturen verschiedener Völker und die Genese unterschiedlicher kultureller Systeme gegenüber. Herder begriff Kultur als einen Fortschrittsprozess der Entwicklung eines Volkes. Kultur war für ihn überhöhte Natur, in der Völker wachsen, blühen und vergehen. Dabei war auch Herder optimistisch, dass Vernunft und Humanität sich immer mehr entfalten könnten. Hegel sah im christlichen Bewusstsein den Grundstein der abendländischen Kultur, indem die religiöse Konzentration eine geistige, auf das ewige Leben ausgerichtete Innenwelt entstehen ließ, der eine sinnliche Außenwelt als etwas Fremdes gegenübersteht, das dem Subjekt als Feld der Selbstverwirklichung im endlichen Leben zur Verfügung steht. Im 19. Jahrhundert dominierten nach Hegel Historismus und die sich explosionsartig entwickelnden Naturwissenschaften, so dass Philosophie überhaupt, insbesondere in ihrer spekulativen Form, kaum eine Rolle mehr spielte. Als Kulturwissenschaften standen lediglich Kulturgeschichte, die deskriptiv aufgefasst wurde, und Ethnologie im Vordergrund. Lediglich die Kulturkritik Nietzsches hob sich von den positivistischen Denkweisen seiner Zeit ab, so etwa in seinen frühen Unzeitgemäßen Betrachtungen oder im großen Teil der späten Götzen-Dämmerung. Einen ganz anderen Ansatz der Gesellschaftskritik fanden die Linkshegelianer, der sich vor allem auf Religion und die wirtschaftlichen Verhältnisse bezog. Kulturphilosophische Perspektiven des Marxismus, in dem zunächst die materiellen gesellschaftlichen Verhältnisse im Vordergrund standen, finden sich erst im 20. Jahrhundert, zum Beispiel in Lenins These von den zwei Kulturen.

### Kulturphilosophie als erste Philosophie
Die seit Beginn des 20. Jahrhunderts einsetzende Kulturphilosophie im engeren Sinne wurde begründet durch Ludwig Stein, der als Erster den Begriff in seinem Werk An der Wende des Jahrhunderts. Versuch einer Kulturphilosophie (1899) verwendete. Rudolf Eucken nahm diesen Ansatz in seinem Werk Geistige Strömungen der Gegenwart (1904) auf. 1910 wurde die Zeitschrift Logos. Internationale Zeitschrift für Philosophie der Kultur gegründet. Georg Simmel war Mitherausgeber. Heinrich Rickert schrieb im ersten Heft den programmatischen Aufsatz Vom Begriff der Philosophie. Kulturphilosophie war ein aus der Lebensphilosophie und Teilen des Neukantianismus sich herleitender Gegenentwurf zu wissenschaftsorientierten Versuchen, die Krise der Philosophie zu überwinden, wie sie bei Edmund Husserls Phänomenologie, in der Marburger Schule des Neukantianismus oder im Logischen Empirismus des Wiener Kreises zu finden sind. Kulturphilosophie wurde nicht als philosophisches Teilgebiet (nicht als „Bindestrich-Philosophie“) verstanden. Vielmehr sah man in ihr einen neuen Weg, auf die durch Wissenschaft, Industrialisierung und Verstädterung veränderten Strukturen der Gesellschaft philosophisch zu antworten. Als frühe Vertreter der Kulturphilosophie sind zu nennen der Kulturhistoriker Leo Frobenius, Oswald Spengler, der in Der Untergang des Abendlandes ein zyklisches Geschichtsmodell einer als Organismus aufgefassten Kultur entwarf, Jean Gebser (Ursprung und Gegenwart) oder Sigmund Freud, der kulturelle Entwicklung auf Triebverzicht, der ein integraler Bestandteil von Ethik ist, zurückführte (Das Unbehagen in der Kultur).
Für Georg Simmel (Philosophie des Geldes) war Kultur der Ausdruck geistigen und schöpferischen Lebens. Sie bildet sich ab in Formen zur Deutung der Wirklichkeit (Sprache, Mythos, Kunst, Religion, Wissenschaft) und Formen zur Ordnung des Zusammenlebens (Wirtschaft, Recht, Bildung, Staat, Verkehr oder ethische Imperative). Diese Formen haben einen Kulturwert, der historisch bewährt ist und die alltägliche Lebenswelt bestimmt. Dieser Kulturwert ist zu unterscheiden von dem Sachwert, der kulturellen Gegenständen zukommt. Kulturwerte haben eine eigene Logik. Wenn die Bedeutung von Sachwerten zu sehr in den Vordergrund tritt, ist dies Anlass zu Unbehagen und Anzeichen einer notwendigen Kulturkritik.
Ernst Cassirer begründete Kultur durch seine Philosophie der symbolischen Formen. „Der Mensch lebt in einem symbolischen und nicht mehr bloß in einem natürlichen Universum. Statt mit den Dingen selbst umzugehen, unterhält sich der Mensch in gewissem Sinne dauernd mit sich selbst. Er lebt so sehr in sprachlichen Formen, in Kunstwerken, in mythischen Symbolen oder religiösen Riten, dass er nichts erfahren oder erblicken kann, außer durch Zwischenschaltung dieser künstlichen Medien“. Dabei lebt der Mensch normalerweise in einem natürlichen Kulturverständnis, noch ohne Reflexion. Erst in der Wissenschaft nimmt der Mensch eine zu sich distanzierte Haltung ein, die ihn seine kulturgebundene Situation erkennen lässt. So ist es dem Menschen auch erst in der Wissenschaft möglich, sein Unbehagen an der Kultur zu untersuchen und entsprechende Kritik zu formulieren.
Auf Immanuel Kant geht eine (im Englischen nicht existierenden) Unterscheidung von Zivilisation und Kultur zurück. „Wir sind im hohen Grade durch Kunst und Wissenschaft cultiviert. Wir sind civilisiert bis zum Überlästigen, zu allerlei gesellschaftlicher Artigkeit und Anständigkeit. Aber uns schon für moralisirt zu halten, daran fehlt noch sehr viel. Denn die Idee der Moralität gehört noch zur Cultur; der Gebrauch dieser Idee aber, welcher nur der Sittenähnlichkeit in der Ehrliebe und der äußeren Anständigkeit hinausläuft, macht die bloße Civilisierung aus“. Während Zivilisation das Äußere, Formale bezeichnet, ist Kultur die in seinem Inneren liegende Fähigkeit des Menschen, seine natürlichen Triebe zu überwinden und bewusst nach dem Sittengesetz zu handeln. Entsprechend ist für die Neukantianer der Badischen Schule Kultur bestimmt durch allgemein anerkannte Werte (Heinrich Rickert) bzw. durch allgemeine, zeitlos geltende Prinzipien (Wilhelm Windelband). Dabei bezieht sich alle Wertbestimmung auf das Einmalige und Einzelne im Individuum, wie es in der Kulturgeschichte zum Ausdruck kommt.
Gegen die Neukantianer und in Anlehnung an Wilhelm Diltheys lebensphilosophische Position sah Erich Rothacker als Maßstab und Gegenstand der Kulturwissenschaften die vor- und außerwissenschaftliche Lebenspraxis, die keinem System folgt und daher wandelbar ist. Dementsprechend sind auch die Methoden der Kulturwissenschaften nicht fixiert. Rothacker entwickelte als Verfahren neben dem historisch-berichtenden das systematisch-philosophische, das analytisch-theoretische sowie das dogmatisch-explizierende Verfahren und führte den Begriff der Kulturanthropologie ein.
Bedeutende Namen aus dem Bereich Kulturphilosophie sind weiterhin Theodor Litt oder Eduard Spranger (Lebensformen). Der Strukturalist und Ethnologe Claude Lévi-Strauss betrachtete Kulturen als Systeme, die aus Teilsystemen wie Sprache, Religion, Eheschließung, Kunst oder Wirtschaft zusammengesetzt sind. Sein Interesse galt der Analyse der Denksysteme in Symbolen. Kultur war für ihn die Emanzipation des Menschen aus der Natur, die für ihn zugleich eine unverzichtbare Basis bildete. Für José Ortega y Gasset (Die Aufgabe unserer Zeit) waren Kulturleistungen (Staat, Kunst, Moral, Religion) nur Funktionen des Lebens (Ratiovitalismus). Demokratie war für ihn Ausdruck der durch den Durchschnittsmenschen geprägten Massengesellschaft. Positive Anstöße kann eine Gesellschaft aber nur von (aristokratischen) Eliten erhalten. Ähnlich war für Arnold Joseph Toynbee (Kultur am Scheidewege) das Entstehen von Kulturen von kreativen Minderheiten abhängig. Gesellschaftliche Entwicklung erfolgt nach seiner Auffassung durch den Gegensatz von Herausforderung (challenge) und Antwort (response). Den organischen Zyklus, wie er bei untergegangenen Kulturen festzustellen ist, können bestehende Kulturen durch Vernunft überwinden. T.S. Eliot hat dargelegt, dass man Kultur nicht machen kann, sondern dass Kultur der Ausdruck der jeweiligen Art und Weise des Handelns ist. Kultur kann reflektiert und interpretiert werden. Einen bedeutenden Aspekt in der Kritischen Theorie macht die Kulturphilosophie bei Herbert Marcuse, für den die Kulturkritik ein Nachdenken über den Weg der Zivilisation ist, und bei Theodor W. Adorno aus.

## Kulturphilosophie in der Gegenwart
Die gegenwärtige kontinental geprägte Kulturphilosophie wurde durch Theoretiker beeinflusst wie Jean Baudrillard, Clifford Geertz, Pierre Bourdieu, Vilém Flusser, Jean-Francois Lyotard oder Richard Rorty.
Jürgen Habermas sieht Kultur als Dialektik von Können und Wollen. Die Gefahr der gegenwärtigen Kultur ist das alle anderen Zwecke dominierende Interesse an einer wachsenden Naturbeherrschung. Klaus Christian Köhnke entwirft eine Kulturphilosophie im Anschluss an Georg Simmel und Ernst Cassirer. Einen wirklichen eigenständigen Ansatz präsentierte Oswald Schwemmer 2005, indem er über das solide Fundament von Ernst Cassirer hinaus medientheoretisch argumentiert und der Kulturphilosophie in Deutschland somit eine neue Basis verleiht.
Zunehmend nimmt die Kulturphilosophie auch auf die Erkenntnisse der empirischen Sozial- und Kulturwissenschaften Bezug. Zugleich werden auch Forschungen aus naturwissenschaftlichen Fachrichtungen, die sich mit kulturellen Phänomenen beschäftigen, berücksichtigt – so zum Beispiel Erkenntnisse aus Archäologie, Paläoanthropologie, Verhaltensforschung, aber auch aus den Kognitionswissenschaften. Aus diesem Grund werden auch die Grenzen zwischen Kulturphilosophie und Naturphilosophie durchlässiger. Die jüngere Kulturphilosophie ist außerdem oftmals von einem interkulturellen Ansatz geprägt. So tritt der Wiener Kulturphilosoph Franz Martin Wimmer für einen gleichberechtigten, vielseitigen Dialog („Polylog“) zwischen den verschiedenen Menschheitskulturen ein.

## Fachzeitschriften
- Ralf Konersmann, John Michael Krois, Dirk Westerkamp (Hrsg.): Zeitschrift für Kulturphilosophie. Meiner, Hamburg 2007ff, ISSN 0939-5512